# Płamena Mitkowa
Płamena Mitkowa (bułg. Пламена Миткова; ur. 18 września 2004) – bułgarska lekkoatletka specjalizująca się w skoku w dal.
W 2022 zdobyła w Cali złoty medal na mistrzostwach świata do lat 20.
Medalistka mistrzostw Bułgarii oraz reprezentantka kraju na drużynowych mistrzostwach Europy.
Rekordy życiowe: stadion – 6,97 (30 czerwca 2024, Wielkie Tyrnowo); hala – 6,70 (18 lutego 2024, Sofia oraz 14 lutego 2025, Berlin).

## Osiągnięcia
| Rok  | Impreza                                  | Miejsce    | Pozycja           | Wynik |
| ---- | ---------------------------------------- | ---------- | ----------------- | ----- |
| 2021 | Mistrzostwa Europy U20                   | Tallinn    | 6. miejsce        | 6,36w |
| 2022 | Mistrzostwa świata U20                   | Cali       | 1. miejsce        | 6,66  |
| 2023 | Halowe mistrzostwa Europy                | Stambuł    | el. – 17. miejsce | 6,25  |
| 2023 | II dywizja drużynowych mistrzostw Europy | Chorzów    | 5. miejsce        | 6,42  |
| 2023 | Mistrzostwa Europy U20                   | Jerozolima | 2. miejsce        | 6,54  |
| 2024 | Mistrzostwa Europy                       | Rzym       | 7. miejsce        | 6,80  |
| 2024 | Igrzyska olimpijskie                     | Paryż      | el. – 19. miejsce | 6,45  |
| 2025 | Halowe mistrzostwa Europy                | Apeldoorn  | 6. miejsce        | 6,63  |
| 2025 | Halowe mistrzostwa świata                | Nankin     | 4. miejsce        | 6,63  |
| 2025 | II dywizja drużynowych mistrzostw Europy | Maribor    | 3. miejsce        | 6,43  |
| 2025 | Mistrzostwa Europy U23                   | Bergen     | 7. miejsce        | 6,42  |